# Maroua Mathlouthi
Maroua Mathlouthi (sinh ngày 22 tháng 8 năm 1988 tại Tunis) là một vận động viên bơi lội người Tunisia, chuyên về tự do và các sự kiện hỗn hợp cá nhân. Cô là nhà vô địch Pan Arab Games nhiều lần và là người giành huy chương vàng hai lần cho các hạng mục tương ứng của cô (800 m tự do và 400 m huy chương cá nhân) tại Giải vô địch bơi lội châu Phi năm 2006 tại Dakar, Sénégal. Mathlouthi đã giành được tổng cộng bốn huy chương, bao gồm ba huy chương bạc cho tự do của phụ nữ (200, 400 và 1500 m) tại Đại hội Thể thao toàn châu Phi 2007 ở Algiers, Algeria.
Mathlouthi dự kiến sẽ tranh tài ở nội dung đôi tại Thế vận hội Mùa hè 2008 ở Bắc Kinh, nhưng đã rút khỏi cuộc thi vì lý do cá nhân và sức khỏe.
Mathlouthi cũng từng là vận động viên bơi lội kỳ cựu của SMU Mustang tại Đại học Phương thức miền Nam tại Dallas, Texas, và là thành viên của Amiens Metropole Natation ở Amiens, Pháp. Cô cũng là em gái của Ahmed Mathlouthi, người đã tham gia cuộc thi tự do 200 m nam tại Thế vận hội Mùa hè 2012 ở London.